# 1965 în literatură
Anul 1965 în literatură a implicat o serie de evenimente și cărți noi semnificative. 

## Cărți noi
- Iarna bărbaților, volum de nuvele de Ștefan Bănulescu
- Lloyd Alexander – The Black Cauldron
- Cécile Aubry – Belle et Sébastien
- J. G. Ballard – The Drought
- Ray Bradbury – The Vintage Bradbury
- John Brunner
  - The Martian Sphinx ca  Keith Woodcott
  - The Squares of the City - Orașul ca un joc de șah
- Kenneth Bulmer – Land Beyond the Map
- Edgar Rice Burroughs – Tarzan and the Castaways
- Guillermo Cabrera Infante – Tres Tristes Tigres
- John Dickson Carr – The House at Satan's Elbow
- Agatha Christie – At Bertram's Hotel
- L. Sprague de Camp
  - The Arrows of Hercules
  - The Spell of Seven (ed.)
- August Derleth – The Casebook of Solar Pons
- Philip K. Dick - The Three Stigmata of Palmer Eldritch - Cele trei stigmate ale lui Palmer Eldritch
- Margaret Drabble – The Millstone
- Ian Fleming – The Man with the Golden Gun
- Margaret Forster – Georgy Girl
- Witold Gombrowicz – Kosmos
- Graham Greene – The Comedians
- Frank Herbert – Dune
- Arthur Hailey – Hotel
- James Leo Herlihy - Midnight Cowboy
- Bohumil Hrabal – Ostře sledované vlaky (Closely Observed Trains)
- Bel Kaufman – Up the Down Staircase
- Danilo Kiš – Garden, Ashes (Bašta, pepeo)
- Pierre Klossowski – Le Baphomet
- Jerzy Kosinski – The Painted Bird
- John le Carré – The Looking-Glass War
- J. M. G. Le Clézio – Le Livre des fuites
- David Lodge – The British Museum Is Falling Down
- H. P. Lovecraft – Dagon and Other Macabre Tales
- John D. MacDonald – A Deadly Shade of Gold
- Norman Mailer – An American Dream
- Eric Malpass – Morning's at Seven
- James A. Michener – The Source
- Mudrooroo (Colin Johnson) – Wild Cat Falling
- Iris Murdoch – The Red and the Green
- Ngũgĩ wa Thiong'o (also as James Ngigi) – The River Between
- Peter O'Donnell – Modesty Blaise
- Raymond Queneau – Les fleurs bleues
- Françoise Sagan – La Chamade
- Ernst von Salomon – Die schöne Wilhelmine
- Muriel Spark - The Mandelbaum Gate
- Vincent Starrett – The Quick and the Dead (colecție)
- Irving Stone – Those Who Love
- Rex Stout – The Doorbell Rang
- Benjamin Tammuz – חיי אליקום (Hayei Elyakum, The Life of Elyakum)
- Jesús Torbado – Las corrupciones
- Jack Vance – Space Opera
- Erico Verissimo – O Senhor Embaixador
- Arved Viirlaid – Sadu jõkke (Rain for the River)
- Ion Vinea – Lunatecii (postum)
- Stephen Vizinczey – In Praise of Older Women: the amorous recollections of András Vajda
- Kurt Vonnegut – God Bless You, Mr. Rosewater
- Donald Wandrei – Strange Harvest
- Marguerite Young – Miss MacIntosh, My Darling

## Teatru
- Alan Ayckbourn – Relatively Speaking (ca  Meet my Father)
- Samuel Beckett – Come and Go
- Edward Bond – Saved
- David Halliwell – Little Malcolm And His Struggle Against The Eunuchs
- John B. Keane – The Field
- Frank Marcus – The Killing of Sister George
- Sławomir Mrożek – Tango
- John Osborne – A Patriot for Me
- Nelson Rodrigues – Toda Nudez Será Castigada (All Nudity Shall Be Punished)
- Michel Tremblay – Les Belles-Sœurs

## Poezie
- Stanley McNail – Something Breathing
- Sylvia Plath – Ariel
- Clark Ashton Smith – Poems in Prose

## Non-ficțiune
- Dean Acheson – Morning and Noon
- Nelson Algren – Notes from a Sea Diary: Hemingway All the Way (carte de călătorii)
- Dmitri Borgmann – Language on Vacation
- Nirad C. Chaudhuri – The Continent of Circe
- Allen G. Debus – The English Paracelsians.
- Richard Feynman – The Character of Physical Law
- Barney Glaser și  Anselm Strauss – Awareness of Dying
- William Golding – The Hot Gates
- Alex Haley și Malcolm X – The Autobiography of Malcolm X
- Pauline Kael – I Lost It at the Movies
- Peter Laslett – The World We Have Lost: England before the Industrial Age
- H. P. Lovecraft – Selected Letters I (1911–1924)
- P. J. Marshall – The Impeachment of Warren Hastings
- Robin Moore – The Green Berets
- Tom Wolfe – The Kandy-Kolored Tangerine-Flake Streamline Baby

## Premii
- Premiul Nobel pentru Literatură:Mihail Șolohov

## Vezi și
- 1965 în științifico-fantastic